# Alina Jidkova
Alina Jidkova (née le 18 janvier 1977 à Moscou) est une joueuse de tennis russe, professionnelle du milieu des années 1990 à 2010.
En 2000, alors classée 122e et issue des qualifications, elle a joué le 3e tour à l'Open d'Australie (battue par Lindsay Davenport), sa meilleure performance en simple dans une épreuve du Grand Chelem.
Alina Jidkova a remporté un tournoi WTA en double dames pendant sa carrière, outre quinze titres (dont huit en simple) sur le circuit ITF.

## Palmarès

### Titre en double dames
| No | Date       | Nom et lieu du tournoi         | Catégorie | Dotation  | Surface      | Partenaire         | Finalistes                    | Score    |          |
| -- | ---------- | ------------------------------ | --------- | --------- | ------------ | ------------------ | ----------------------------- | -------- | -------- |
| 1  | 21/02/2005 | Abierto Mexicano HSBC Acapulco | Tier III  | 180 000 $ | Terre (ext.) | Tatiana Perebiynis | Rosa María Andrés C. Granados | 7-5, 6-3 | Parcours |

### Finales en double dames
| No | Date       | Nom et lieu du tournoi             | Catégorie | Dotation  | Surface         | Vainqueures                      | Partenaire       | Score     |          |
| -- | ---------- | ---------------------------------- | --------- | --------- | --------------- | -------------------------------- | ---------------- | --------- | -------- |
| 1  | 17/02/2003 | Kroger St. Jude Memphis            | Tier III  | 170 000 $ | Dur (int.)      | Akiko Morigami Saori Obata       | Bryanne Stewart  | 6-1, 6-1  | Parcours |
| 2  | 30/10/2006 | Challenge Bell Québec              | Tier III  | 175 000 $ | Moquette (int.) | Laura Granville Carly Gullickson | Jill Craybas     | 6-3, 6-4  | Parcours |
| 3  | 16/07/2007 | Western & Southern Open Cincinnati | Tier III  | 175 000 $ | Dur (ext.)      | Bethanie Mattek Sania Mirza      | Tatiana Poutchek | 7-64, 7-5 | Parcours |

## Parcours en Grand Chelem

### En simple dames
| Année | Open d'Australie | Open d'Australie    | Internationaux de France | Internationaux de France | Wimbledon       | Wimbledon         | US Open         | US Open          |
| ----- | ---------------- | ------------------- | ------------------------ | ------------------------ | --------------- | ----------------- | --------------- | ---------------- |
| 2000  | 3e tour (1/16)   | Lindsay Davenport   | 1er tour (1/64)          | Conchita Martínez        | 1er tour (1/64) | Katalin Marosi    | 1er tour (1/64) | Martina Hingis   |
| 2001  | 2e tour (1/32)   | Kim Clijsters       | -                        | -                        | -               | -                 | -               | -                |
| 2002  | 1er tour (1/64)  | Elena Dementieva    | 2e tour (1/32)           | Rita Grande              | 1er tour (1/64) | Marta Marrero     | 1er tour (1/64) | Dája Bedáňová    |
| 2003  | 2e tour (1/32)   | Tamarine Tanasugarn | 1er tour (1/64)          | Daniela Hantuchová       | 1er tour (1/64) | Laura Granville   | 1er tour (1/64) | Stéphanie Cohen  |
| 2004  | 1er tour (1/64)  | Mariana Díaz        | 1er tour (1/64)          | Elena Likhovtseva        | 1er tour (1/64) | Tatiana Golovin   | 1er tour (1/64) | Lisa Raymond     |
| 2005  | 2e tour (1/32)   | Magdalena Maleeva   | 1er tour (1/64)          | Alizé Cornet             | 1er tour (1/64) | Lindsay Davenport | 1er tour (1/64) | Catalina Castaño |
| 2006  | -                | -                   | -                        | -                        | -               | -                 | 2e tour (1/32)  | Nicole Vaidišová |
| 2007  | -                | -                   | -                        | -                        | -               | -                 | 1er tour (1/64) | Vera Zvonareva   |

À droite du résultat, l’ultime adversaire.

### En double dames
| Année | Open d'Australie              | Open d'Australie         | Internationaux de France      | Internationaux de France  | Wimbledon                    | Wimbledon                  | US Open                      | US Open                    |
| ----- | ----------------------------- | ------------------------ | ----------------------------- | ------------------------- | ---------------------------- | -------------------------- | ---------------------------- | -------------------------- |
| 1999  | -                             | -                        | -                             | -                         | 1er tour (1/32) L. Schaerer  | MJ Fernández Monica Seles  | -                            | -                          |
| 2000  | 1er tour (1/32) R. Kolbovic   | L. Davenport C. Morariu  | 2e tour (1/16) Nadia Petrova  | A. Cocheteux N. Dechy     | -                            | -                          | 1er tour (1/32) Gala León    | Chanda Rubin S. Testud     |
| 2001  | 1er tour (1/32) T. Poutchek   | Janet Lee W. Prakusya    | 1er tour (1/32) Meilen Tu     | Nicole Pratt P. Tarabini  | 1er tour (1/32) Meilen Tu    | C. Dhenin Mariana Díaz     | 1er tour (1/32) Rika Hiraki  | Dominikovic Marissa Irvin  |
| 2002  | 1er tour (1/32) Andreea Vanc  | Tina Križan K. Srebotnik | -                             | -                         | 2e tour (1/16) B. Stewart    | De Villiers I. Selyutina   | 1er tour (1/32) T. Musgrave  | C. Morariu Kimberly Po     |
| 2003  | 2e tour (1/16) De Villiers    | Cara Black Likhovtseva   | 2e tour (1/16) A. Morigami    | S. Kuznetsova Navrátilová | 1er tour (1/32) A. Morigami  | D. Hantuchová Chanda Rubin | 1er tour (1/32) A. Morigami  | Lisa Raymond M. Sharapova  |
| 2004  | 1er tour (1/32) A. Morigami   | Z. Gubacsi Caroline Vis  | 2e tour (1/16) M. Camerin     | Nadia Petrova Shaughnessy | 1er tour (1/32) M. Camerin   | M. Bartoli Émilie Loit     | 1er tour (1/32) Andreea Vanc | Silvia Farina F. Schiavone |
| 2005  | 1er tour (1/32) T. Perebiynis | J. Russell M. Santangelo | 1er tour (1/32) T. Perebiynis | Navrátilová M. Paštiková  | 2e tour (1/16) T. Perebiynis | Émilie Loit B. Strýcová    | 2e tour (1/16) Amy Frazier   | D. Hantuchová Ai Sugiyama  |
| 2006  | -                             | -                        | -                             | -                         | -                            | -                          | 1er tour (1/32) A. Smashnova | Amy Frazier Vania King     |
| 2008  | 1er tour (1/32) A. Morigami   | T. Garbin Roberta Vinci  | -                             | -                         | -                            | -                          | -                            | -                          |

Sous le résultat, la partenaire ; à droite, l’ultime équipe adverse.

### En double mixte
| Année | Open d'Australie | Open d'Australie | Internationaux de France | Internationaux de France | Wimbledon                    | Wimbledon               | US Open | US Open |
| 2005  | -                | -                | -                        | -                        | 1er tour (1/32) M. Rodríguez | Chakvetadze J. Levinský | -       | -       |

Sous le résultat, le partenaire ; à droite, l’ultime équipe adverse.

## Classements WTA en fin de saison

### En simple
| Année | 1993 | 1994 | 1995 | 1996 | 1997 | 1998 | 1999 | 2000 | 2001 | 2002 | 2003 | 2004 | 2005 | 2006 | 2007 | 2008 | 2009 | 2010 |
| Rang  | 677  | 765  | 718  | 584  | 338  | 291  | 126  | 84   | 107  | 87   | 97   | 55   | 123  | 333  | 152  | 242  | 326  | 463  |

Source : (en) « Classements de Alina Jidkova », sur le site officiel du WTA Tour

### En double
| Année | 1993 | 1994 | 1995 | 1996 | 1997 | 1998 | 1999 | 2000 | 2001 | 2002 | 2003 | 2004 | 2005 | 2006 | 2007 | 2008 | 2009 | 2010 |
| Rang  | 495  | 422  | 515  | 405  | 416  | 213  | 134  | 76   | 146  | 119  | 52   | 109  | 72   | 189  | 92   | 256  | 217  | 216  |

Source : (en) « Classements de Alina Jidkova », sur le site officiel du WTA Tour